# 안드루스 배르니크
안드루스 배르니크(에스토니아어: Andrus Värnik, 1977년 9월 27일~)는 에스토니아의 은퇴한 육상 선수로 주 종목은 창던지기이다. 2000년 하계 올림픽과 2004년 하계 올림픽 창던지기 종목에 참가했으며, 2005년 세계 선수권 대회에서 금메달, 2003년 세계 선수권 대회에서 은메달을 획득했다.

## 경력
1977년에 소련의 구성국이었던 에스토니아 SSR 버루주의 안츨라에서 태어났으며, 1998년에 타르투 음식 산업 직업학교를 졸업했다. 1996년에 에스토니아 청소년 창던지기 국가대표 선수로 발탁되었으며, 같은 해에 8월에 오스트레일리아 시드니에서 열린 1996년 세계 주니어 선수권 대회에 참가하여 56.94m의 기록으로 B조 11위를 기록했다. 이듬해인 1999년 7월에 스웨덴 예테보리에서 열린 1999년 유럽 U-23 육상 선수권 대회에 참가하여 63.04m를 기록하여 14위에 올랐다. 같은 해 8월에는 에스토니아 육상 선수권 대회에서 창던지기 종목을 우승하면서 두각을 드러냈다.
2000년에 처음으로 에스토니아 성인 국가대표로 발탁되었으며, 같은 해 9월에 오스트레일리아 시드니에서 열린 2000년 하계 올림픽에 참가하였다. 그는 예선에서 A조에 배속되었으며, 3차 시도에 81.34m를 기록하여 A조 8위에 오르며 결선 진출에는 실패하였다. 배르니크는 최종적으로 종합 15위를 기록했다. 이후 2001년 6월에는 발가 에스토니아 그랑프리에서 준우승을 차지했으며, 2002년 8월에는 독일 뮌헨에서 열린 2002년 유럽 선수권 대회에 참가하여 75.66m의 기록으로 B조 예선 10위, 전체 21위를 기록했다.
2003년에 8월에 프랑스 파리에서 열린 2003년 세계 육상 선수권 대회에 참가하였다. 그는 이 대회에서 85.17m를 기록하여 러시아의 세르게이 마카로프의 뒤를 이어 2위에 올랐으며, 자신의 첫 메이저 국제 대회 메달인 은메달을 획득했다. 같은 해에 에스토니아 올해의 스포츠 선수로 선정되었다. 이듬해인 2004년 8월에는 그리스 아테네에서 열린 2004년 하계 올림픽에 참가하였다. 그는 예선 A조 1차 시기에서 83.25m를 기록하였으며, 미국의 브로 그리어, 러시아의 마카로프, 핀란드의 에스코 미콜라의 뒤를 이어 예선 4위에 오르며 결승에 진출했다. 그는 결승 1차 시기에서도 예선과 같은 기록인 83.25m를 기록하여 종합 6위를 기록했다.
2005년 8월 핀란드 헬싱키에서 열린 2005년 세계 선수권 대회에 참가했으며, 87.17m의 기록으로 2004년 올림픽 우승자인 노르웨이의 안드레아스 토르킬센, 2003년 세계 선수권 대회 우승자인 러시아의 마카로프와 개최국 유망주인 테로 핏캐매키를 제치고 금메달을 획득하여 충격을 줬다. 세계 선수권 대회에서의 활약으로 2003년에 이어 올해의 에스토니아 스포츠 선수로 선정되었다. 
2007년 8월에는 일본 오사카에서 열린 2007년 세계 선수권 대회에서는 예선 B조 1차 시기에서 75.96m를 기록하여 예선 13위에 머무르며 결선 진출에 실패했다. 이후 2009년 8월에는 독일 베를린에서 열린 2009년 세계 선수권 대회에 참가했으나 기권했다. 2011년 여게바 대회를 마지막으로 활동하지 않다가 2015년에 잠깐 복귀하고 은퇴했다.

## 개인사
2010년 1월 16일에 탈린에서 음주 운전을 하다가 적발되었다. 그는 4개월 동안 운전 면허 정지 처분을 받았고 12000 크룬의 벌금을 냈다.